# Отрадни
Отрадни (на руски: Отрадный) е град в Самарска област, Русия. Населението му към 1 януари 2018 година е 47 180 души.